# 榎原站
榎原站（日语：／ Yowara eki */?）是位於宮崎縣日南市南鄉町榎原，九州旅客鐵道（JR九州）的日南線車站。

## 車站構造
此站設有單層木製站房一座，附設三角屋頂，車站入口設於左方，進站後為候車大堂，設有一張候車長櫈；右側為已棄用的站務室及前員工留宿處，售票窗口及原通往月台的出入口均已被木板所圍封，然而由於站房過於殘舊，部份原來遮蓋窗戶的布簾亦已甩掉，因而能夠清楚看見內部情況。
又站房因建於山坡的地台上，由路面須經過樓梯才可到達，而由驗票口通住月台也要下行階級方可到達。

### 月台

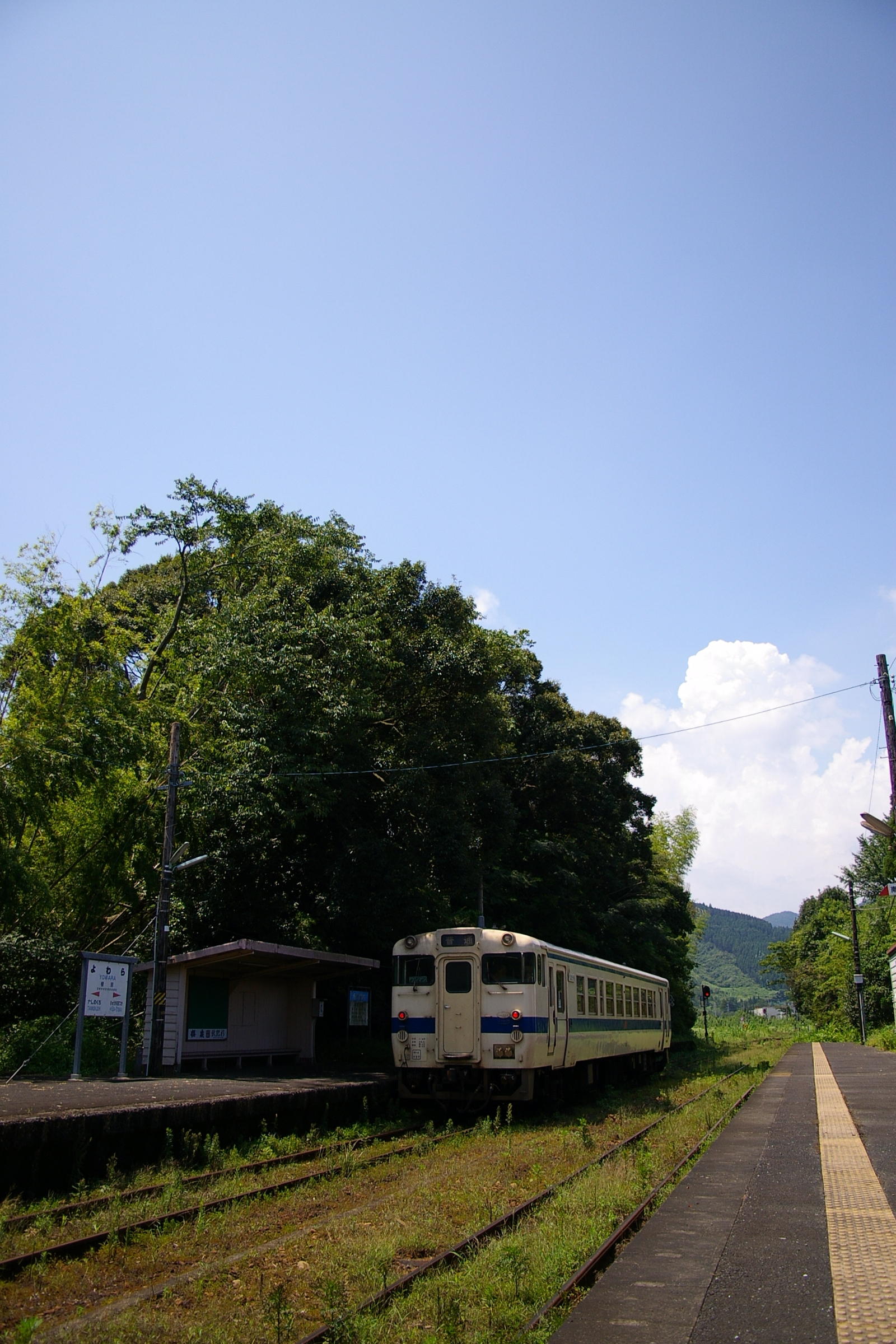
月台

設有2面2線的相對式月台。兩月台之間以站內平交道連接。在每天8班來回的班次中，其中3個班次會在本站交會。
| 月台           | 路線    | 上下行 | 方向                   |
| -------------- | ------- | ------ | ---------------------- |
| 北邊（近站房） | ■日南線 | 上行   | 油津、南宮崎、宮崎方向 |
| 南邊           | ■日南線 | 下行   | 志布志方向             |

## 歷史
- 1935年4月15日：志布志線志布志至本站之間開通，此站啟用[2]。
- 1936年3月1日：此站至大堂津站之間開通。
- 1960年10月1日：停止貨務提取服務[3]。
- 1963年5月8日：隨日南線南宮崎站至北鄉站之間開業，志布志線部分路段編入至日南線。
- 1984年2月1日：停止手提行李提取服務[3]。
- 1987年4月1日：隨國鐵分割民營化，車站由九州旅客鐵道（JR九州）營運[1][4][5]。
- 2022年4月1日：隨九州旅客鐵道宮崎支社（日语：九州旅客鉄道宮崎支社）成立，從鹿兒島支社轉移[6]。
- 2024年：

- 10月22日：受豪雨影響，志布志～南鄉間的服務暫停，改由代行巴士行走。
- 12月2日：路線重開。

## 使用狀況
車站位於市中心區的最南端，雖然離主要街道國道220號不遠，但由於仍屬人口偏小的社區，令使用率一直低迷，2014及2015年度更錄得少於10人。又隨JR九州自2016年度起只公佈首300位車的使用人數，本站因未能打入首300位而沒有實際的使用人數量，而日均使用量也遠遠不足100人，所以亦未能列入排行榜後方的附錄表內。
以下為近年的乘車人次列表。
| 年度 | 1日平均 乘車人次 | 出處       |
| ---- | ---------------- | ---------- |
| 2002 | 38               |            |
| 2003 | 29               |            |
| 2004 | 21               |            |
| 2005 | 15               |            |
| 2006 | 14               |            |
| 2007 | 12               |            |
| 2008 | 15               |            |
| 2009 | 17               |            |
| 2010 | 14               |            |
| 2011 | 12               |            |
| 2012 | 15               |            |
| 2013 | 8                |            |
| 2014 | 7                |            |
| 2015 | 9                |            |
| 2016 | <100             | [ 統計 2 ] |
| 2017 | <100             | [ 統計 3 ] |
| 2018 | <100             | [ 統計 4 ] |
| 2019 | <100             | [ 統計 5 ] |
| 2020 | <100             | [ 統計 6 ] |
| 2021 | <100             | [ 統計 7 ] |
| 2022 | <100             | [ 統計 8 ] |
| 2023 | <100             | [ 統計 9 ] |

## 相鄰車站
九州旅客鐵道（JR九州）
■日南線
■快速「日南Marine號」、■普通
谷之口－榎原－日向大束

### 統計資料
1. ↑  宮崎縣統計年鑑
2. ↑   (PDF). 九州旅客鉄道.   [2020-08-31]. （原始内容 (PDF)存档于2017-08-01） （日语）.
3. ↑   (PDF). 九州旅客鉄道.   [2020-08-25]. （原始内容 (PDF)存档于2019-07-06） （日语）. （页面存档备份，存于）
4. ↑   (PDF). 九州旅客鉄道.   [2020-08-25]. （原始内容 (PDF)存档于2020-03-15） （日语）. （页面存档备份，存于）
5. ↑   (PDF). 九州旅客鉄道.   [2020-08-25]. （原始内容 (PDF)存档于2020-08-24） （日语）. （页面存档备份，存于）
6. ↑   (PDF). 九州旅客鉄道.   [2021-08-25]. （原始内容 (PDF)存档于2021-08-24） （日语）.
7. ↑   (PDF). 九州旅客鉄道.   [2022-08-26]. （原始内容 (PDF)存档于2022-08-26） （日语）.
8. ↑   (PDF).   [2023-10-24]. （原始内容存档 (PDF)于2023-09-06）.
9. ↑  
駅別乗車人員上位300駅（2023年度） （页面存档备份，存于），JR九州。

## 外部連結
- JR九州榎原站 （页面存档备份，存于）